# هانيا (سايتاما)
مدينة هانيا (بالإنجليزية: Hanyū)‏ هي أحد المدن التابعة لمحافظة سايتاما. تأسست رسميًا في 01/09/1954. ويقدر عدد سكانها بـ 56820 نسمة حسب تقدير مكتب الإحصاء الياباني لعام 2012. تبلغ مساحة هانيا 58.55 كم2. بكثافة سكانية تبلغ 970 نسمة/كم2.

## توأمة
لهانيا (سايتاما) اتفاقيات توأمة مع كل من:
- Durbuy [الإنجليزية]‏
- باغويو
- كانياما [الإنجليزية]‏